# UUCP
UUCP(Unix-to-Unix Copy)는 일반적으로, 원격 명령실행, 파일 전송, 이메일, 컴퓨터간 네트뉴스 등을 가능하게 하는 컴퓨터 프로그램과 프로토콜 스위트 또는 세트를 가리킨다. 특히, uucp는 이 스위트에 들어있는 프로그램 가운데 하나로서, 파일 복사 작업을 요구할 수 있는 이용자 인터페이스를 제공한다. UUCP 스위트는 또 uux (원격 명령 실행용 이용자 인터페이스), uucico (통신 프로그램), uustat (최근 활동 통계 보고), uuxqt (원격 기계로부터 받은 명령 실행), uuname (로컬 시스템의 uucp 이름 보고) 등을 포함한다.
UUCP는 원래 유닉스에서 개발되었고 이것과 가장 밀접한 관계이지만, UUCP는 MS-DOS, 디지털 이퀴프먼트 사의 VAX/VMS, 코모도르 사의 AmigaOS, Mac OS 등 다른 여러 운영체제에서도 실행되었다.

## 역사
UUCP는 원래 벨 연구소에서 마이크 레스크가 작성하였으며, 이 초기 버전은 시스템 V UUCP라고 불렸다. 이 초기 UUCP는 벨 연구소의 연구원 피터 호니맨, 대비드 노위츠, 브라이언 레드맨에 의해서 재작성되었고, 새 버전은 HDB 또는 HoneyDanBer uucp라고 불렸다. 그 후 이것은 더욱 보강되고 버그가 바로잡혀 BNU ("Basic Network Utilities") UUCP로 재포장되었다.
이 모든 버전들은 보안상 구멍이 뚫려 있었으므로, 인터넷 벌레 가운데 어떤 것들이 부당한 셸 명령을 원격 실행하였다. 그래서 아이언 랜스 테일러가 처음부터 다시 새 버전을 작성하였다. 테일러 UUCP는 GNU 일반공중사용허가서에 따라 배포되었으며, 가장 안정되고 버그 없는 버전이 되었다.

## 같이 보기
- 라우팅
- 메시 네트워크
- FidoNet
- 인터넷의 역사